# Pseudoliomera neospeciosa
Pseudoliomera neospeciosa is een krabbensoort uit de familie van de Xanthidae. De wetenschappelijke naam van de soort is voor het eerst geldig gepubliceerd in 1989 door Deb.